# Девон-Бервин (Пенсилванија)
Девон-Бервин (енгл. Devon-Berwyn) град је у америчкој савезној држави Пенсилванија.

## Демографија
По попису из 2000. године број становника је 5.067.
| Група             | 2000.         | 2010.    |
| Белци             | 4.627 (91,3%) | 0 (0,0%) |
| Афроамериканци    | 229 (4,5%)    | 0 (0,0%) |
| Азијати           | 121 (2,4%)    | 0 (0,0%) |
| Хиспаноамериканци | 58 (1,1%)     | 0 (0,0%) |
| Укупно            | 5.067         | 0        |